# Clotilde Crespo de Arvelo
Clotilde Crespo de Arvelo (Los Teques, Venezuela, 19 de septiembre de 1887-1959) fue una poetisa y novelista venezolana.

## Trayectoria
Afiliada al Centro Nacional de Damas Católicas, vivió en Plaza Sucre de Caracas. Entre sus obras destacan Impresiones de viaje por los Estados Unidos (1915), Flores de invernadero (1921), A través de los Andes (1926), De los predios del Señor (1927) y Visiones de Europa (1928).

## Vida personal
Se casó con Enrique Arvelo, agente sudamericano de la Chalmers Automobile de Detroit, Estados Unidos.

## Obras
- Impresiones de viaje por los Estados Unidos (1915)
- Flores de invernadero (1921
- A través de los Andes (1926)
- De los predios del Señor (1927)
- Visiones de Europa (1928)